# Anaea charinea
Anaea charinea är en fjärilsart som beskrevs av Butler och Druce 1874. Anaea charinea ingår i släktet Anaea och familjen praktfjärilar. Inga underarter finns listade i Catalogue of Life.